# Okawville (Illinois)
Okawville – wieś w Stanach Zjednoczonych, w stanie Illinois, w hrabstwie Washington.